# Sessbreen
Der Sessbreen ist ein Gletscher im ostantarktischen Königin-Maud-Land. Er liegt im nördlichen Teil der Gjelsvikfjella nahe der norwegischen Troll-Station.
Wissenschaftler des Norwegischen Polarinstituts benannten ihn 2007 in Anlehnung an die Benennung des benachbarten Jutulsessen (norwegisch für Großer Sitz).